# Pidonia gorodinskii
Pidonia gorodinskii là một loài bọ cánh cứng trong họ Cerambycidae.